# Limu
Limu is een plaats in de Estlandse gemeente Rae, provincie Harjumaa. De plaats heeft de status van dorp (Estisch: küla).

## Bevolking
Het dorp had 54 inwoners op 31 december 2011 en 154 inwoners op 31 december 2021.

## Ligging
De rivier Pirita stroomt langs de westgrens van het dorp.